# Atletiek op de Olympische Zomerspelen 1904 – marathon mannen
De marathon voor mannen op de Olympische Zomerspelen 1904 op het stratenparcours in de Amerikaanse stad Saint Louis. De wedstrijd vond plaats op dinsdag 30 augustus 1904. Er werd gelopen met een temperatuur van 32°C. Het parcours had een lengte van 40.000 m. Er was slechts een drankpost op het parcours, namelijk een waterput bij 12 Engelse mijl. Van de 32 gestarte atleten liepen 14 deelnemers de wedstrijd uit.

## Raceverloop
De condities waren slecht: een smerig parcours, grote stofwolken van de begeleidende voertuigen. Hicks kwam die wedstrijd niet als eerste over de finish. Nummer één was Fred Lorz, maar deze had op het 14 kilometerpunt wegens kramp een auto genomen en was 8 kilometer voor de finish weer begonnen met lopen, omdat de motor stuk ging en hij niet in de zon wilde wachten. De officials hadden dit ontdekt en diskwalificeerden Lorz, die zei dat hij slechts een grap wilde maken.
Was de race onder de huidige regels gelopen, dan was ook Hicks gediskwalificeerd. Op het 24 kilometerpunt smeekte hij om water, maar hij kreeg (bij een temperatuur van 28° Celsius) alleen desinfecterend water om zijn mond te spoelen. Drie kilometer later kreeg hij een ei, ongeveer 1 mg strychnine en een slok brandy, omdat hij er zo slecht uitzag. Toen dit niet bleek te helpen, werd deze procedure op het 32 kilometerpunt nogmaals uitgevoerd, maar dan met één ei meer. Ook werd zijn lichaam met warm water ingewreven, dat uit de radiator van de auto van de verzorger was getapt. Op de laatste mijl gaf men hem nog een ei. Na de finish stortte hij in elkaar en moest hij op een brancard worden afgevoerd. Urenlang sliep hij totdat hij de volgende dag ontwaakte en de prijs alsnog in ontvangst nam. Men weet nu, dat als men hem nog een dosis strychnine zou hebben gegeven, dit zijn leven gekost zou hebben. Strychnine is vandaag de dag verboden voor atleten.
Hicks had intussen zijn lesje geleerd. Na zijn overwinning kondigde hij, eerder opgelucht dan gelukkig, zijn afscheid aan: 'Mijn grootste wens was de kampioensbeker van de Marathon te ontvangen, en nu ik hem heb, wil ik anderen de kans geven hem ook te winnen.'

## Records
Voor deze wedstrijd waren het wereldrecord en olympisch record als volgt.
| Wereldrecord     | 2:58.50 | Spiridon Louis | Athene | 10 april 1896 |
| Olympisch record | 2:58.50 | Spiridon Louis | Athene | 10 april 1896 |

## Uitslag

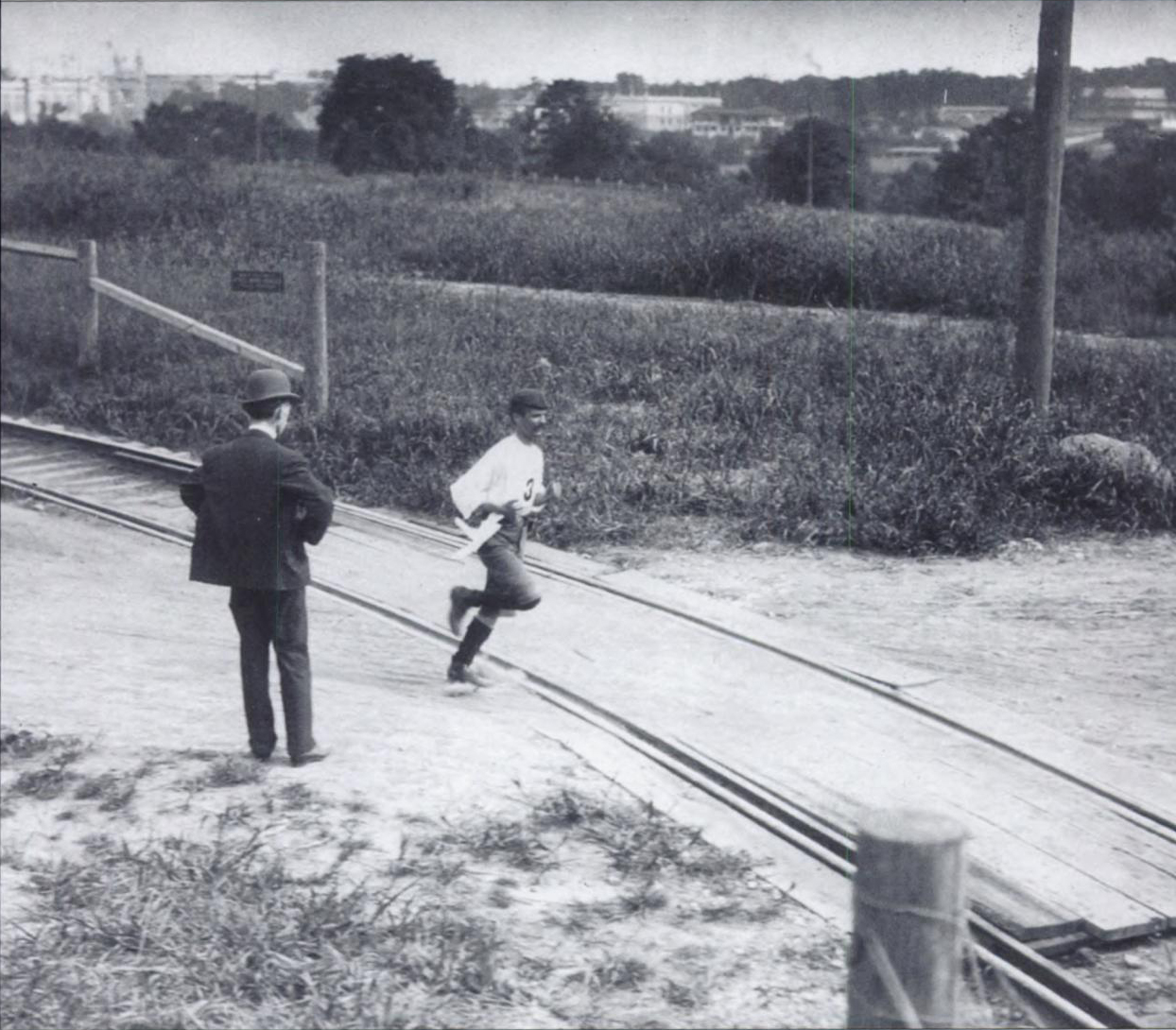
De Cubaan Félix Carvajal op weg naar een vierde plaats.

| Rang | Atleet               | Nat. | Tijd          |
| ---- | -------------------- | ---- | ------------- |
| 1    | Thomas J. Hicks      | USA  | 3:28.53       |
| 2    | Albert Corey         | FRA  | 3:34.52       |
| 3    | Arthur Newton        | USA  | 3:47.33       |
| 4    | Félix Carvajal       | CUB  | onbekend      |
| 5    | Dimitrios Veloulis   | GRE  | onbekend      |
| 6    | David Kneeland       | USA  | onbekend      |
| 7    | Henry Brawley        | USA  | onbekend      |
| 8    | Sidney Hatch         | USA  | onbekend      |
| 9    | Len Taunyane         | RSA  | onbekend      |
| 10   | Khristos Zekhouritis | GRE  | onbekend      |
| 11   | Harry Devlin         | USA  | onbekend      |
| 12   | Jan Mashiani         | RSA  | onbekend      |
| 13   | John Furla           | USA  | onbekend      |
| 14   | Andrew Oikonomou     | GRE  | onbekend      |
| —    | Frank Pierce         | USA  | DNF           |
| —    | Sammy Mellor         | USA  | DNF           |
| —    | Edward Carr          | USA  | DNF           |
| —    | Mike Spring          | USA  | DNF           |
| —    | Fred Lorz            | USA  | DSQ (3:13.00) |
| —    | John Lordan          | USA  | DNF           |
| —    | William Garcia       | USA  | DNF           |
| —    | Bob Fowler           | USA  | DNF           |
| —    | Thomas Kennedy       | USA  | DNF           |
| —    | Guy Porter           | USA  | DNF           |
| —    | John Foy             | USA  | DNF           |
| —    | Bertie Harris        | RSA  | DNF           |
| —    | Georgios Vamkaitis   | GRE  | DNF           |
| —    | Kharilaos Giannakas  | GRE  | DNF           |
| —    | Georgios Drosos      | GRE  | DNF           |
| —    | Georgios Louridas    | GRE  | DNF           |
| —    | Ioannis Loungitsas   | GRE  | DNF           |
| —    | Petros Pipilis       | GRE  | DNF           |

Mannen:
1896 ·
1900 ·
1904 ·
1908 ·
1912 ·
1920 ·
1924 ·
1928 ·
1932 ·
1936 ·
1948 ·
1952 ·
1956 ·
1960 ·
1964 ·
1968 ·
1972 ·
1976 ·
1980 ·
1984 ·
1988 ·
1992 ·
1996 ·
2000 ·
2004 ·
2008 ·
2012 ·
2016

Vrouwen:
1984 ·
1988 ·
1992 ·
1996 ·
2000 ·
2004 ·
2008 ·
2012 ·
2016